# Elecciones a las Cortes Valencianas de 1995
Las Elecciones a las Cortes Valencianas de 1995 se celebraron el 28 de mayo, en el marco de las elecciones autonómicas de 1995. El Partido Popular ganó por mayoría relativa y gobernó en coalición con Unión Valenciana. El popular Eduardo Zaplana fue investido Presidente de la Generalidad Valenciana.

## Disolución de las Cortes y convocatoria de elecciones
El artículo 23.4 del Estatuto de Autonomía de la Comunidad Valenciana establece que la disolución y convocatoria de nuevas elecciones a las Cortes Valencianas se debe realizar por medio de un decreto del presidente de la Generalidad, el cual entrará en vigor el día de su publicación en el Diario Oficial de la Comunidad Valenciana (DOCV). En el mismo sentido se pronuncian los artículos 42 de la Ley Orgánica 5/1985 del Régimen Electoral General y 14 de la Ley 1/1987 Electoral Valenciana.
De este modo, las elecciones fueron convocadas el 4 de abril de 1995, tras publicarse en el BOE el «Decreto 7/1995, de 3 de abril, del Presidente de la Generalidad Valenciana, de disolución de las Cortes Valencianas y de convocatoria de elecciones a las mismas», firmado el mismo día por el presidente de la Generalidad Valenciana Joan Lerma, previa deliberación del Consejo de la Generalidad Valenciana. En el decreto, se disolvían las Cortes Valencianas elegidas el día 24 de mayo de 2015, se convocaban elecciones autonómicas para el día 26 de mayo de 1991 y se establecía el número de diputados a elegir en cada circunscripción electoral, sumando un total de 89:
- Circunscripción electoral de Alicante: 30 diputados.
- Circunscripción electoral de Castellón: 23 diputados.
- Circunscripción electoral de Valencia: 36 diputados.

Además, se fijaba que la campaña electoral tendría una duración de quince días, desde las cero horas del día 12 de mayo de 1995 hasta las veinticuatro horas del día 26 de mayo de 1995, y finalmente indicaba que la sesión constitutiva de las nuevas Cortes Valencianas tendría lugar el día 20 de junio de 1995, en el Palacio de Benicarló de Valencia.

## Candidaturas

### Candidaturas con representación previa en las Cortes Valencianas
A continuación, se muestra la lista de las candidaturas electorales que obtuvieron representación en las últimas elecciones a las Cortes Valencianas. Las candidaturas aparecen enumeradas en orden descendente de escaños obtenidos en las anteriores elecciones. Así mismo, los partidos y alianzas que conforman el gobierno en el momento de las elecciones están sombreados en verde claro.
| Candidatura | Candidatura                                 | Integrantes    | Candidato/a | Candidato/a                  | Diputados previos (1991) |
| ----------- | ------------------------------------------- | -------------- | ----------- | ---------------------------- | ------------------------ |
|             | Partido Socialista Obrero Español           | PSPV-PSOE      |             | Joan Lerma (Presidente e.f.) | 45                       |
|             | Partido Popular                             | PPCV           |             | Eduardo Zaplana              | 31                       |
|             | Unión Valenciana- Independientes-Centristas | UV FICVA CCV   |             | Vicente González Lizondo     | 7                        |
|             | Esquerra Unida-Els Verds                    | EUPV Els Verds |             | Albert Taberner              | 6 (EUPV)                 |

### Resto de candidaturas
A continuación, se muestra un listado con todas las candidaturas proclamadas por la Junta Electoral de la Comunidad Valenciana ordenadas alfabéticamente, junto con los candidatos de cada provincia. En negrita se resalta el candidato o la candidata a la presidencia de la Generalidad Valenciana en aquellos casos en que se haya comunicado.
|                                                    | Alicante Unida (AU)                                               | Miguel Barceló Pérez         | Antonio Santos García       | Matilde Mínguez Gallego            |
|                                                    | Centro Democrático y Social (CDS)                                 |                              | Joaquín Miguel Estall Poles | Pablo Emilio Delgado Gil           |
|                                                    | Coalición Plataforma Humanista (PH)                               |                              |                             | Mª Luisa García de la Riva Vallier |
|                                                    | Esquerra Nacionalista Valenciana (ENV)                            | Enrique García Silla         | Ramón Sánchez Márquez       | José Velasco Santamaría            |
|                                                    | Falange Española de las JONS (FE de las JONS)                     | Juan Carlos García Moreno    |                             | Rafael Cabello Ferrera             |
|                                                    | Federación de la Plataforma de los Independientes de España (PIE) |                              | Rafael Pascual Bachero Sans | Gemino Adolfo Calles Sanz          |
|                                                    | Liga Autónoma Española (LAE)                                      |                              |                             | Pedro Rubio Sánchez                |
|                                                    | Partido Comunista de los Pueblos de España (PCPE)                 | José María Lucas Ranz        | Francisco José Tendero Egea | Guillermo Gil Vázquez              |
|                                                    | Partido Republicano Autonomista (PRA)                             | Roberto Donderis Giménez     | Manuel Amiguet Boix         | Ángel Muñoz López                  |
|                                                    | Renovación Valencianista (RV)                                     |                              |                             | José Manuel Ricart Lumbreras       |
|                                                    | Unitat del Poble Valencià-Bloc Nacionalista (UPV-BN)              | Vicent Raimon Chorro Cabrera | Vicent Pitarch Almela       | Pere Mayor i Penadés               |
| Fuente: Junta Electoral de la Comunidad Valenciana |                                                                   |                              |                             |                                    |

## Resultados

### Autonómico
Aquí se muestran los resultados totales de las candidaturas que obtuvieron al menos el 5% de los votos emitidos.
|  | 42,83 % |

|  | 33,98 % |

|  | 11,53 % |

|  | 7,01 % |

|  | 3,61 % |

|  | 1,05 % |

|  | 76,03 % |

### Diputados electos
Tras estos resultados, la Junta Electoral de la Comunidad Valenciana proclamó como diputados de las Cortes Valencianas para la legislatura 1995-1999 a los siguientes candidatos:
| Elecciones a las Cortes Valencianas de 1995 Diputados electos | Elecciones a las Cortes Valencianas de 1995 Diputados electos | Elecciones a las Cortes Valencianas de 1995 Diputados electos | Elecciones a las Cortes Valencianas de 1995 Diputados electos | Elecciones a las Cortes Valencianas de 1995 Diputados electos |
| Candidatura                                                   | Candidatura                                                   | Alicante | Castellón | Valencia |
| ------------------------------------------------------------- | ------------------------------------------------------------- | --- | --- | --- |
|                                                               | PPCV (42 diputados)                                           | 1. Luis Fernando Cartagena Travesedo 2. Diego Such Pérez 3. José Joaquín Ripoll Serrano 4. José Cholvi Diego 5. Genoveva Reig Ribelles 6. Rafael Maluenda Verdú 7. Macarena Montesinos de Miguel 8. Manuel Ortuño Cerdá-Cerdá 9. Carlos Rafael Alcalde Agesta 10. Juan Antonio Rodríguez Marín 11. Luis Concepción Moscardó 12. Pedro Hernández Mateo 13. María Josefa García Herrero 14. Sebastián Fernández Miralles 15. Clara Abellán García | 1. Carlos Fabra Carreras 2. Fernando Vicente Castelló Boronat 3. Enrique Gómez Guarner 4. Alejandro Font de Mora Turón 5. María Ascensión Figueres Górriz 6. Luis Tena Ronchera 7. Francisco Moliner Colomer 8. José Luis Ramírez Sorribes 9. Antonio Fornás Tuzón 10. Ángel Miguel Barrachina Ros 11. Manuel Ramírez Valentín | 1. Eduardo Zaplana Hernández-Soro 2. María Rita Barberá Nolla 3. José Luis Olivas Martínez 4. Carlos González Cepeda 5. Pedro Agramunt Font de Mora 6. Martín Luis Quirós Palau 7. José Sanmartín Esplugues 8. Susana Camarero Benítez 9. Serafín Castellano Gómez 10. Jorge Lamparero Lázaro 11. Fernando Giner Giner 12. María Luisa García Merita 13. José Manuel Uncio Lacasa 14. Rafael Sanchis Perales 15. José Vicente Villaescusa Blanca 16. José Manuel Botella Crespo |
|                                                               | PSPV-PSOE (32 diputados)                                      | 1. Antonio García Miralles 2. Martín Sevilla Jiménez 3. Luis Francisco Berenguer Fuster 4. Concepción Pérez Morales 5. Manuel Rodríguez Maciá 6. Antonio Moreno Carrasco 7. María Moreno Ruiz 8. Roberto García Blanes 9. Alfonso Arenas Férriz 10. Francisca Benabent Fuentes 11. Ramón Berenguer Prieto 12. Hermenegildo Rodríguez Pérez | 1. Francisco Javier Sanahuja Sanchis 2. Ernesto Fenollosa Ten 3. Rosa María Morte Julián 4. Jesús Huguet Pascual 5. María del Carmen Lorenz Sos 6. Enrique Manuel Ayet Fortuño 7. Ernesto Nabás Orenga 8. Avelino Roca Albert                                                                                                  | 1. Joan Lerma Blasco 2. Clementina Ródenas Villena 3. Eugenio Burriel de Orueta 4. Carmen Begoña Gómez-Marco Pérez 5. Segundo Bru Parra 6. Antonio Castro Leache 7. Julio Millet España 8. Lourdes Alonso Belza 9. Víctor Fuentes Prósper 10. Eduardo Montesinos Chilet 11. Vicente Miguel Garcés Ramón 12. María Antonia de Armengol Criado |
|                                                               | EU-EV (10 diputados)                                          | 1. Pasqual Mollà Martínez 2. Alfredo Alfonso Botella Vicent 3. María Ángeles Martínez Esplá | 1. Francesc Colomer Sánchez 2. Carmen Cana Moñita | 1. Albert Taberner Ferrer 2. Ángeles Gloria Marcos Martí 3. Juan Pedro Zamora Suárez 4. Joan Ribó Canut 5. Dolors Pérez Martí |
|                                                               | UV-FICVA-CCV (5 diputados)                                    | | 1. José Manuel Igual Nebot | 1. Vicente González Lizondo 2. Héctor Villalba Chirivella 3. Maria Àngels Ramón-Llin Martínez 4. Filiberto Crespo Samper |
| Fuente: Cortes Valencianas                                    |                                                               | | | |

## Investidura del presidente de la Generalidad
| Resultado de la votación de investidura del presidente de la Generalidad Valenciana | Resultado de la votación de investidura del presidente de la Generalidad Valenciana | Resultado de la votación de investidura del presidente de la Generalidad Valenciana | Resultado de la votación de investidura del presidente de la Generalidad Valenciana | Resultado de la votación de investidura del presidente de la Generalidad Valenciana | Resultado de la votación de investidura del presidente de la Generalidad Valenciana | Resultado de la votación de investidura del presidente de la Generalidad Valenciana | Resultado de la votación de investidura del presidente de la Generalidad Valenciana | Resultado de la votación de investidura del presidente de la Generalidad Valenciana | Resultado de la votación de investidura del presidente de la Generalidad Valenciana |
| Candidato                                                                           | Fecha                                                                               | Voto                                                                                | PPCV                                                                                | PSPV-PSOE                                                                           | EUPV                                                                                | UV                                                                                  | Total                                                                               |                                                                                     |                                                                                     |
| ----------------------------------------------------------------------------------- | ----------------------------------------------------------------------------------- | ----------------------------------------------------------------------------------- | ----------------------------------------------------------------------------------- | ----------------------------------------------------------------------------------- | ----------------------------------------------------------------------------------- | ----------------------------------------------------------------------------------- | ----------------------------------------------------------------------------------- | ----------------------------------------------------------------------------------- | ----------------------------------------------------------------------------------- |
| Eduardo Zaplana (PPCV)                                                              | 30 de junio de 1995 Mayoría requerida: absoluta (45/89)                             | Sí                                                                                  | 42                                                                                  |                                                                                     |                                                                                     | 5                                                                                   | 47/89                                                                               |                                                                                     |                                                                                     |
| Eduardo Zaplana (PPCV)                                                              | 30 de junio de 1995 Mayoría requerida: absoluta (45/89)                             | No                                                                                  |                                                                                     | 32                                                                                  | 10                                                                                  |                                                                                     | 42/89                                                                               |                                                                                     |                                                                                     |
| Eduardo Zaplana (PPCV)                                                              | 30 de junio de 1995 Mayoría requerida: absoluta (45/89)                             | Abs.                                                                                |                                                                                     |                                                                                     |                                                                                     |                                                                                     | 0/89                                                                                |                                                                                     |                                                                                     |
| Fuente: Cortes Valencianas                                                          |                                                                                     |                                                                                     |                                                                                     |                                                                                     |                                                                                     |                                                                                     |                                                                                     |                                                                                     |                                                                                     |